# Кентау
Кента́у (каз. Кентау — рудная гора) — город областного подчинения в Туркестанской области Казахстана. Расположен у южного подножия хребта Каратау, в 24 км северо-восточнее города Туркестана, в 190 км от Шымкента. С 2022 года акимом города является Жандос Тасов.

## История
В окрестностях города имеются старые горные выработки, обнаружены остатки орудий труда рудокопов, датируемые IX-X веками.
Город Кентау образован на базе рабочих посёлков Кантаги и Миргалимсай в целях развития Ачисайского полиметаллического месторождения. 1 августа 1955 года издан указ о переименовании посёлка Миргалимсай в г. Кентау. В 1971 году утверждён генеральный план развития города, согласно которому Кентау был застроен 4—5-этажными домами.

## Население
Население города в советское время главным образом составляли выходцы из других регионов СССР — потомки репрессированных: греки, немцы, корейцы, евреи, чеченцы и т. д., позже —  русские, казахи, узбеки и татары.
В конце 1980-х — начале 1990-х годов происходил массовый выезд населения в связи с закрытием промышленных предприятий и рудников из-за истощения месторождений.
На 1 октября 2023 года население — 74 681 человек, в границах территории административно подчинённой городскому акимату (включая сельские округа) проживает 99 753 человек, преимущественно казахи и узбеки.

## Административное деление
Кроме собственно города Кентау (площадь города — 7104 га, население — 67 713 человек) в состав территории, подчинённой городскому акимату, входят:
сёла:
1. Ачисай (Ачысай) (площадь — 8402 га, население — 2176 человек)
2. Баялдыр (площадь — 1562 га, население — 1528 человек)
3. Хантагы (площадь — 1610 га, население — 6364 человека)
4. Карнак (в состав входят село Карнак (центр) и село Кушата) (площадь — 42 571 га, население — 11 703 человека)

## Экономика
Основу экономики собственно города составляли и составляют крупные горнорудные и промышленные предприятия, в том числе:
- Кентауский трансформаторный завод
- Кентауский экскаваторный завод
- Кентауская ТЭЦ-5
- Завод резинотехнических изделий РТИ
- Ачисайский полиметаллический комбинат (закрыт[8][9]).

Имеются асфальтный, кирпичный заводы, комбинат строительных материалов, швейно-трикотажная фабрика и другое.

## Главы города

### Первые секретари городского комитетаКПСС
1. Мирошин, Михаил Устинович, 1955—1957 гг.
2. Зенков, Александр Ильич, 1957—1960 гг.
3. Качесов, Петр Иванович, 1960—1966 гг.
4. Тилеубергенов, Ыдырыс Тилеубергенулы, 1966—1974 гг.
5. Кабиров, Николай Шамсутдинович, 1974—1988 гг.
6. Бекбосынов, Сансызбай Абдуллаевич, 1988—1991 гг.

### Акимы
1. Лян Василий Леонидович, 1991—1998 гг.
2. Ордабаев Максут Кутымулы, 1998—1999 гг.
3. Жылкышиев, Болат Абжапарулы, 1998—2001 гг.
4. Жузенов Бегимше Бексултанулы, 2001—2003 гг.
5. Пирметов Алишер Хабибуллаулы, 2003—2005 гг.
6. Турабаев Жарылкасын Турабайулы, 2005—2008 гг.
7. Табылдиев Коктембек Окимбекулы, 2008—2010 гг.
8. Калмурзаев Нуржигит Нурпейсулы, 2010—2012 гг.
9. Бакытбек Байсалов, 2012—2014 гг.
10. Абдибакыт Макулбаев[нем.] с 12 апреля 2014[10]
11. Рысбеков, Гани Курмашулы с 14.01.2019[11][12]
12. Макажанов, Даурен Сабитович с 10.04.2019[13]
13. Аюпов, Рашид Абатуллаевич с 11.03.2022[14]
14. Тасов Жандос Калмурзаевич с 11 августа 2022[15]

## Образование
Есть очень много средних школ, горно-металлургический колледж, 2 профессиональных технических училища,

## Культура
Дворец культуры горняков, историко-краеведческий музей и т. д.

### Памятники
- Памятник Ыбраю Алтынсарину. Открыт в мае 2013 года[16]

### Галерея

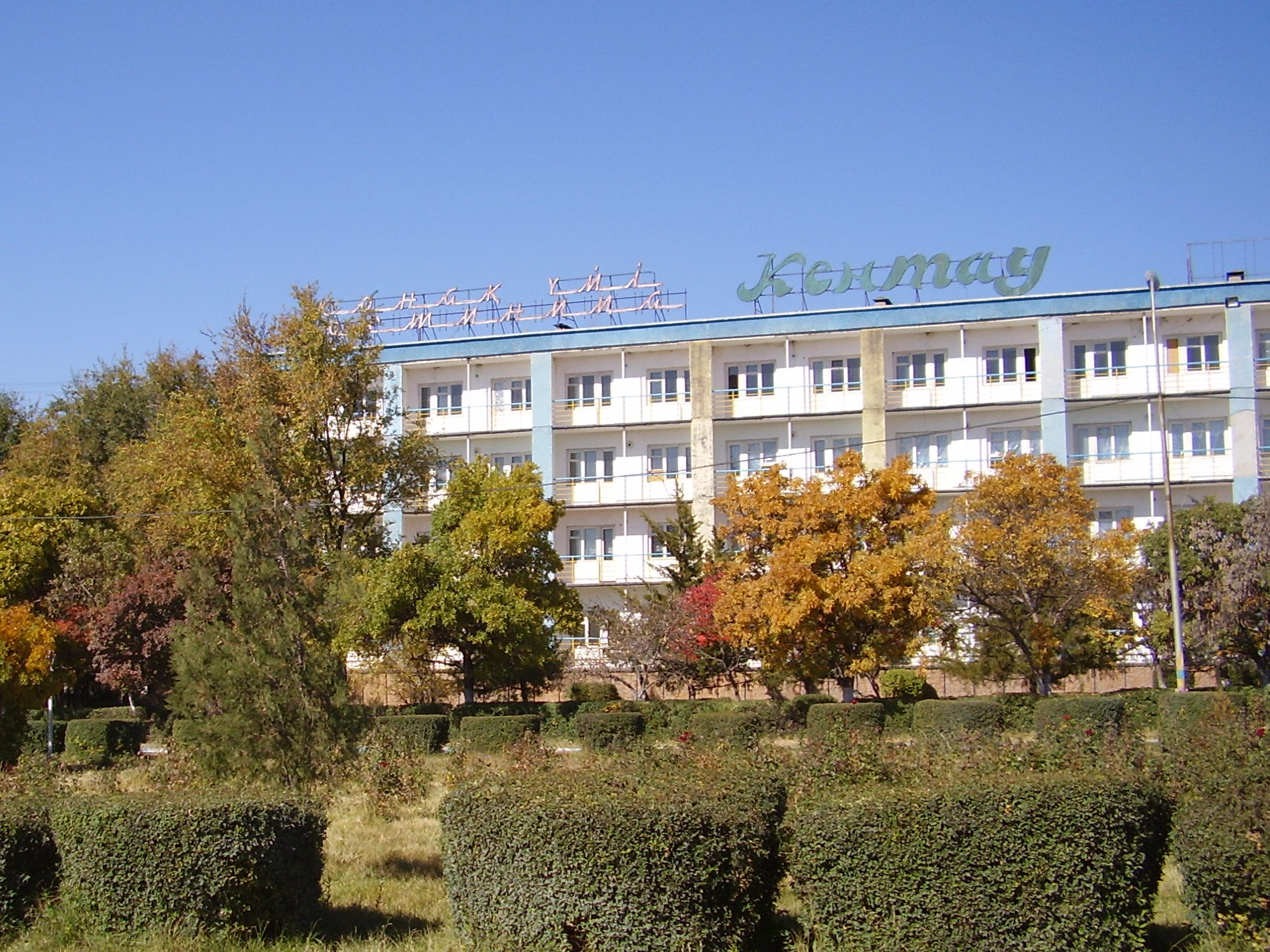
Центральная гостиница
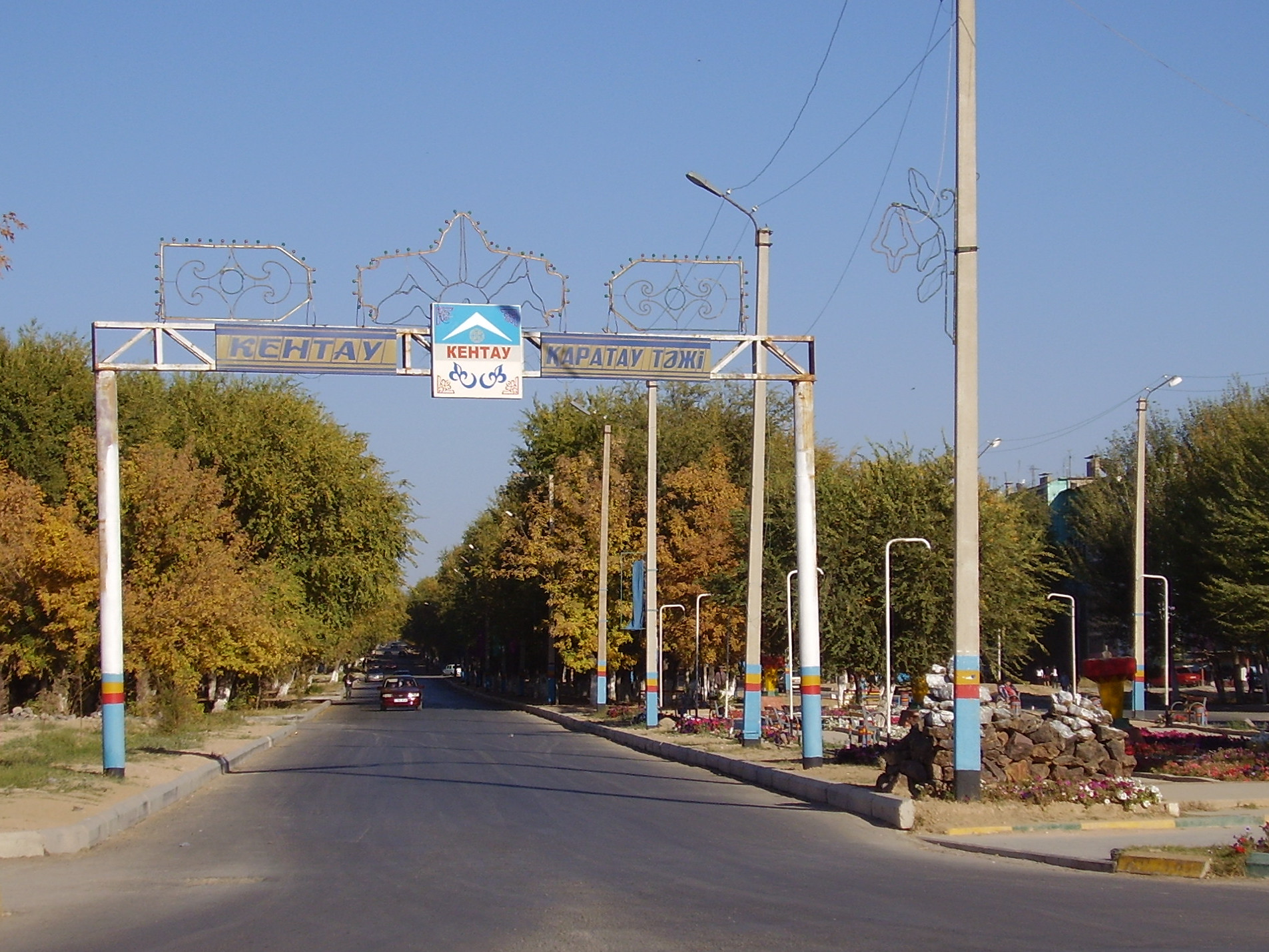
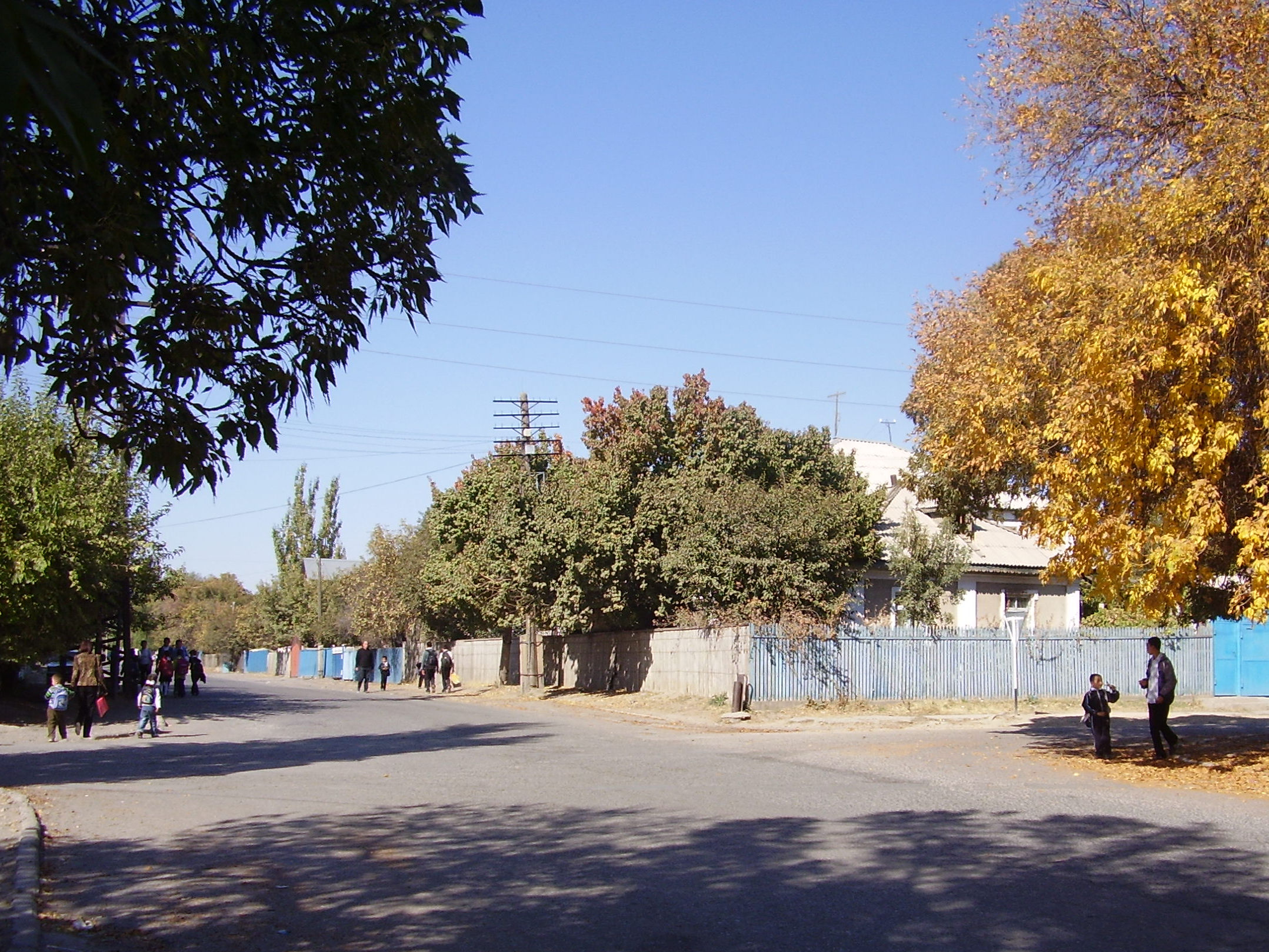